# Гедиз
Гедиз (в давнину Гермус) (тур. Gediz Nehri) — річка в Туреччині.
Річка бере початок в західній Анатолії. Довжина річки — 401 км. Впадає в Егейське море. Координати устя 38.588336/0/0/N/26.815882/0/0/E
Басейн охоплює територію в 17500 км². Кількість води сильно змінюється в залежності від сезону. Річка має паводок восени, максимум в листопаді-грудні. Мінімум води — влітку в серні-вересні.

## ГЕС
На річці розташовано ГЕС Demirköprü.